# Гидрофизика
Гидрофи́зика — наука, раздел гидрологии и раздел геофизики изучающая физические свойства и процессы, происходящие в водной оболочке Земли, гидросфере.
К вопросам, изучаемым гидрофизикой, относятся:
- молекулярное строение воды во всех трёх её состояниях (жидком, твёрдом, газообразном);
- физические свойства воды, снега, льда: тепловые (теплопроводность, теплоёмкость), радиационные, электрические, радиоактивные, акустические, механические (упругость, вязкость и др.);
- процессы, происходящие в водотоках и водоёмах — динамические (течения, волны, приливы и отливы), термические (нагревание и охлаждение водоёмов, испарение и конденсация, образование и таяние льда и снега), распространение, поглощение и рассеяние света в толще воды, снега и льда.

Гидрофизика подразделяется на физику моря и физику вод суши. Последняя исследует реки, озёра, водохранилища, подземные воды и другие водные объекты на материках применительно к задачам гидрологии суши, а также термические и динамические процессы изменения запасов влаги в речных бассейнах.
В физике моря изучаются процессы, происходящие в морях и океанах: динамика морских течений, приливных, поверхностных и внутренних волн, взаимодействие моря с атмосферой, термика, акустика, оптика моря и др.
В физике вод суши развитие получили вопросы турбулентного движения воды, перенос турбулентными потоками наносов и взаимодействия потока и русла. Эта совокупность вопросов выделилась в особую дисциплину — динамику руслового потока.
Довольно широко разработана термика пресных водоёмов — закономерности образования и роста поверхностного и внутриводного льда, тепловой баланс водоёмов и снежного покрова и т. п.